# Бойлерная
«Бо́йлерная» (англ. Boiler Room, вариант перевода — «Как в топке») — американская драма 2000 года режиссёра и сценариста Бена Янгера.

## Сюжет
Действие начинается в 1999 году. Сет Дэвис — 19-летний парень, которого выгнали из колледжа, живёт и управляет прибыльным, но подпольным казино, расположенным в его квартире. Его отец, судья Марти Дэвис, не одобряет подпольную деятельность сына, боясь, что это может стоить ему должности. В надежде, что отец изменит своё отношение к нему, Сет присоединяется к брокерской фирме J.T. Marlin после того, как к нему в казино пришёл сотрудник этой фирмы Грег Ванштейн с предложением стать его учеником.
Прибыв в J.T. Marlin, Сет посещает групповое собеседование и узнаёт от Джима Янга, одного из соучредителей фирмы, о методах продаж акций (холодные звонки), и Сет присоединяется в качестве стажёра-маклера, ему приходится закрывать 40 счетов и сдавать экзамен 7-й серии, чтобы начать работать самостоятельно. Брокеры любят цитировать инсайдера-трейдера Гордона Гекко из фильма «Уолл-стрит», считая его образцом для подражания. Вскоре у него начинается роман с Эбби Халперт, секретаршей и бывшей девушкой Грега.
Постепенно он узнаёт, что J.T. Marlin — брокерская фирма, специализирующаяся на биржевых акциях, которая управляет «накачкой и разгрузкой», используя своих брокеров для создания искусственного спроса на акции компаний с истёкшим сроком действия, или поддельных компаний и спекулятивных копеечных акций. После закачки акций основатели фирмы на прибыль от продаж покупают законные акции. Тем временем цена акций резко падает, и в результате чего инвесторы теряют свои инвестиции. Агенты ФБР, расследующие деятельность фирмы, решили преследовать Сета, надеясь сделать его своим информатором.
Сет сдаёт экзамен 7-й серии и становится брокером. Затем он связывается с Гарри Рейнардом, менеджером по закупкам компании по производству продуктов для гурманов. Гарри неохотно уступает после лжи Сета о том, что акции гарантированно вырастут в цене; Сет продаёт ему 100 акций по 8 долларов каждая. Когда стоимость акций падает, Гарри перезванивает, чтобы выяснить причину обвала, но Сет убеждает его купить больше бесполезных акций. Рынок в конечном итоге обваливается, что стоит Гарри всех семейных сбережений.
Чувствуя себя виноватым за мошенничество Гарри, Сет решает закрыть фирму. Затем Марти отрекается от него, обвиняя его в разрушении жизни людей. Сет продолжает расследование, обнаруживая, что основатели фирмы уже готовятся ликвидировать J.T. Marlin, уничтожить записи и разорвать связи со своими сотрудниками, чтобы переименовать и начать свою схему под новым именем, оставляя своих жертв перед длительной судебной тяжбой без особой надежды вернуть свои деньги. Сет появляется в офисе своего отца и со слезами на глазах объясняет, что закрыл своё казино и занялся крайне преступной работой, которую он считал законной, чтобы получить одобрение своей семьи. Затем он просит, чтобы его отец помог ему в схеме Первичного публичного предложения (IPO), чтобы обанкротить фирму, надеясь, что его действия, хотя и незаконные, вернут достаточно денег жертвам. Хотя Марти изначально отказывается из-за риска потерять пост судьи, он звонит Сету на следующий день, примиряясь с ним и предлагая помочь со схемой.
Сет в конечном итоге арестован ФБР вместе с отцом за нарушение 26 правил Комиссии по ценным бумагам и биржам (SEC) и Национальной ассоциации дилеров по ценным бумагам (NASD), поскольку бюро обнаружило их схему IPO из записанного на плёнку телефонного разговора. ФБР предлагает ему федеральный иммунитет, если он согласится дать показания против J.T. Marlin, и угрожает привлечь Марти, чтобы обеспечить сотрудничество Сета. Сет утверждает, что он даст показания против фирмы и предоставит убедительные доказательства их незаконной практики, только если его отец будет освобождён. Он и агенты договариваются об этом.
Сет возвращается на работу на следующий день и выполняет инструкции ФБР, чтобы сделать копии инвестиционных файлов на дискету для использования в качестве доказательства. Перед отъездом Сет пытается вернуть деньги Гарри. Он лжёт Майклу Брэнтли, основателю компании, объясняя, что фирма может потерять много денег, отказавшись продолжать вести дела с Гарри Рейнардом, которого Сет считает важной перспективой для компании. Брэнтли соглашается предложить ему акции следующего IPO с оговоркой, что он не может продать акции, пока фирма не распродаст их. Чтобы продать акции за спиной Майкла, Сету нужна квитанция, подписанная старшим брокером, но его непосредственный руководитель, Грег, прямо заявил, что никогда не даст одобрения на сделку. Он ищет подписи у Криса Варика (Дизель), рассказав ему правду о преследовании ФБР, и объяснив ему, что он может помочь пострадавшему инвестору вернуть свои деньги и оправдать себя перед судом. Marlin. Крис неохотно соглашается и покидает здание в последний момент, пытаясь скрыться от федерального преследования. Сет выходит к своей машине, думая, что теперь делать со своей жизнью. Когда он уезжает на своей машине, несколько машин ФБР, автобусов и эвакуаторов въезжают на стоянку, агенты готовятся к штурму здания и аресту сотрудников J.T. Marlin.

## В ролях
| Актёр             | Роль              |
| ----------------- | ----------------- |
| Джованни Рибизи   | Сэт Дэвис         |
| Вин Дизель        | Крис Варик        |
| Ниа Лонг          | Эбби              |
| Бен Аффлек        | Джим Янг          |
| Ники Катт         | Грег Ванштейн     |
| Скотт Каан        | Ричи О'Флаэрти    |
| Том Эверетт Скотт | Майкл Брэнтли     |
| Рон Рифкин        | судья Марти Дэвис |
| Джейми Кеннеди    | Адам              |
| Джон Абрахамс     | Джефф             |

## Производство
В интервью Бен Янгер сказал, что сценарий фильма он был вдохновлен собственным собеседованием в брокерскую фирму на Лонг-Айленде, которая оказалась финансовой пирамидой. Два года Янгер брал интервью у биржевых маклеров в котельных, где звонящие агрессивно продают потребителям часто мошеннические бумаги.

## Критика
Роджер Эберт из Chicago Sun-Times дал фильму 3,5 звезды из 4 и написал: «При внимательном просмотре создается высокооктановое ощущение реальной жизни». Эмануэль Леви из Variety дал фильму неоднозначную оценку и сказал, что, хотя он «очень хорошо начинается как сага о жадности и демонстративном потреблении ... он постепенно теряет остроту». Энтони Скотт из The New York Times написал, что Джованни Рибизи «улавливает мужественно-детскую обходительность Сета, а также его детскую чувствительность и сладость под его цинизмом», а «Ниа Лонг привносит остроумие и сдержанность».

## Саундтрек
- «New York (Ya Out There)» — Rakim
- «Keepin the Faith» — De La Soul
- «Funky Child» — Lords of the Underground
- «Segue to Word» — The Angel
- «Sunset Eyes» — Ernie Andrews
- «You Don’t» — Tricky
- «Right Here» — Pharoahe Monch
- «What a Thug About» — Beanie Sigel
- «Things Done Changed» — The Notorious B.I.G.
- «Area» — De La Soul
- «Get on This» — Ugly Duckling
- «Ma Dukes» — O.C.
- «Award Tour» — A Tribe Called Quest
- «Supa Star» — Group Home
- «Anywayz» — Esthero
- «Destiny Complete» — The Angel f/ Mystic
- «Brand Nubian Rock the Set» — Brand Nubian
- «Impress the Kid» — Slick Rick
- «Simon Says» — Pharoahe Monch
- «Money or Love» — Saukrates
- «That Ain’t Gangsta» — 50 Cent